# Agardite-(Y)
L'agardite-(Y) è un minerale appartenente al gruppo della mixite.